# Aruba nos Jogos Olímpicos de Verão de 2020
Aruba participa nos Jogos Olímpicos de Verão de 2020 em Tóquio. Originalmente programados para ocorrerem de 24 de julho a 9 de agosto de 2020, os Jogos foram adiados para 23 de julho a 8 de agosto de 2021, por causa da pandemia COVID-19. Será a nona participação da nação nas Olimpíadas de Verão. 

## Competidores
Abaixo está a lista do número de competidores nos Jogos.
| Esporte | Masculino | Feminino | Total |
| ------- | --------- | -------- | ----- |
| Tiro    | 1         | 0        | 1     |
| Total   | 1         | 0        | 1     |

## Tiro
Aruba recebeu um convite da Comissão Tripartite para enviar um atirador da pistola masculina para as Olimpíadas, contanto que a marca de qualificação mínima (MQS) fosse atingida. Será a estreia da nação no esporte.
| Atleta        | Evento                       | Qualificação | Qualificação | Final  | Final   |
| Atleta        | Evento                       | Pontos       | Posição      | Pontos | Posição |
| ------------- | ---------------------------- | ------------ | ------------ | ------ | ------- |
| Philip Elhage | Pistola de ar 10 m masculino |              |              |        |         |

Legenda de Qualificação: Q = Qualificado para a próxima fase; q = Qualificado para a medalha de bronze (espingarda)